# 富永ゆかり
富永 ゆかり（とみなが ゆかり、1971年12月15日 - ）は、日本の4コマ漫画家、愛媛県大洲市出身。愛媛大学教育学部卒業。

## 経歴・人物
1989年、投稿作「ひろこ先生」が『女流新人まんが賞』(まんがホーム1990年1月号)に入選。
大学卒業後、団体職員勤務を経て、1999年に上京。

## 連載中の作品リスト
- ねこねこベーカリー （キャラぱふぇ、キャラぱふぇコミック、電撃ドットコム内キャラぱふぇ公式サイト『ねこねこベーカリー特集ページ』（アスキー・メディアワークス））

## 連載が終了した作品リスト
- てんとり虫のサンバ （まんがタイムスペシャル（芳文社） 1997年6月号～2000年5月号）　全1巻
- 学校へ行こうよ!! （まんがタイム（芳文社） 1997年6月号？～2000年4月号、 まんがタイムジャンボ（芳文社））
- マキマキ （まんがタイムファミリー（芳文社） 1998年8月号～2000年4月号）
- サラダ日和♪ （まんがホーム（芳文社） 1999年11月号～2000年4月号）
- ひとりでできるもん! （まんがタイムオプショナル→まんがタイムナチュラル（芳文社）1998年～1999年  不定期刊）
- かなりハッピー!! （クレヨンしんちゃん特集号（双葉社）　 2000年10月5日号～11月5日号→まんがタウン（双葉社）  2000年12月号～2006年9月号）　全2巻
- すてきなムコさま （まんがタウンオリジナル（双葉社） 2002年12月号～2006年9月号、まんがタウン（双葉社）  2006年10月号～2008年4月号）　全3巻
- クロジとマーブル （まんがくらぶオリジナル　（竹書房）2006年8月号・11月号～2009年6月号、まんがライフオリジナル（竹書房） 2007年4月号・7月号～2011年2月号）　1～3巻
- 天下無双! 恋メガネ （まんがタウン　（双葉社） 2008年5月号～2010年2月号）　全1巻
- くるりのこと。 （まんがタウン  2010年3月号～11月号（双葉社））
- にゃんだほー・デイズ （うちのすずより改題、あにまるパラダイス→ねこじかん（竹書房））